# Pawel Wassiljewitsch Siljagin
Pawel Wassiljewitsch Siljagin (russisch Павел Васильевич Силягин; englisch Pavel Silyagin; * 13. August 1993 in Nowokusnezk) ist ein russischer Profiboxer im Supermittelgewicht.

## Amateurkarriere
Siljagin wurde 2013 Russischer Meister im Halbschwergewicht und nahm an den Europaspielen 2015 in Baku teil, wo er im Halbfinale gegen Teymur Məmmədov mit einer Bronzemedaille ausschied. Bei der anschließenden Weltmeisterschaft 2015 in Doha schlug er Abdelrahman Oraby, diesmal auch Teymur Məmmədov und Peter Müllenberg, ehe er im Halbfinale gegen Julio César La Cruz unterlag und erneut eine Bronzemedaille gewann.
Von 2015 bis 2018 boxte er für die russischen Teams Russian Boxing Team bzw. Patriot Boxing Team in der World Series und gewann 10 von 11 Kämpfen.

## Profikarriere
2020 begann er seine Profikarriere in Russland und gewann 13 Kämpfe, wobei er am 20. März 2021 den Titel WBC Silver gegen Asissbek Abdugofurow (Bilanz: 13-0) erkämpfte, den er im November 2021 gegen Isaac Chilemba (26-7) verteidigte. Nach einem Unentschieden gegen Jewgeni Schwedenko (16-1) und einem TKO-Sieg gegen Risswan Jelichanow (14-0) gewann er am 6. September 2024 gegen Ulugbek Sobirov (14-3) den Titel IBF-Intercontinental.